# Prognorisma
Prognorisma là một chi bướm đêm thuộc họ Noctuidae.